# ایستگاه برق آبی وین
ایستگاه برق آبی وین (به لاتین: Vinje Hydroelectric Power Station) یک نیروگاه برقابی در نروژ است که در Vinje واقع شده‌است.